# Siergiej Ługanski
Siergiej Daniłowicz Ługanski (ros. Сергей Данилович Луганский; ur. 1 października 1918, zm. 16 stycznia 1977) – radziecki lotnik, as myśliwski okresu II wojny światowej, dwukrotny Bohater Związku Radzieckiego.

## Życiorys
Z pochodzenia Rosjanin, urodził się 1 października 1918 w Ałma-Acie w rodzinie chłopskiej. Po ukończeniu szkoły pracował jako sadownik. W 1936 wstąpił do Armii Czerwonej i został skierowany do lotnictwa. W 1938 ukończył wojskową szkołę pilotażu w Orenburgu, po czym służył jako pilot myśliwski w 14. brygadzie lotniczej w Pskowie.
Ługanski w stopniu podporucznika brał udział w składzie 25. pułku myśliwskiego w wojnie z Finlandią 1939/1940 (wojnie zimowej), podczas której odbył 59 lotów. 28 lutego 1940 jego samolot został zestrzelony ogniem z ziemi, lecz zdołał wyskoczyć na spadochronie i dotrzeć do pozycji radzieckich. 29 lutego 1940 zestrzelił w parze pierwszy samolot - myśliwiec Gloster Gladiator (wszystkie zestrzelenia według danych radzieckich). Według strony , zestrzelił też omyłkowo radziecki samolot rozpoznawczy R-5. Za udział w wojnie z Finlandią został odznaczony orderem Czerwonej Gwiazdy.
Po ataku Niemiec na ZSRR stacjonował w rejonie Taganrogu, prawdopodobnie w składzie 271. pułku myśliwskiego (271.IAP). Latał na myśliwcu ŁaGG-3, także na zadania ostrzeliwania wojsk niemieckich. Pod Batajskiem i Rostowem zestrzelił 4 samoloty niemieckie. Jego eskadrę następnie przezbrojono na stare myśliwce I-16. 8 września 1941 Ługanski został zestrzelony w walce powietrznej i ratował się na spadochronie, został przy tym ranny. Później ponownie walczył na myśliwcach ŁaGG-3. Został w tym okresie przeniesiony do 270. pułku myśliwskiego (270.IAP). Pod Biełgorodem zestrzelił 4 samoloty niemieckie. Dwukrotnie został w tym okresie odznaczony orderem Czerwonego Sztandaru. Brał udział w bitwie pod Stalingradem. 14 września 1942, podczas osłony przeprawy przez Wołgę, staranował niemiecki myśliwiec Bf 109, sam zdołał powrócić na lotnisko.
Na początku 1943 270.IAP został wycofany na tyły dla przeformowania i przezbrojenia na myśliwce Jak-1b. Ługanski następnie walczył m.in. podczas bitwy pod Kurskiem i pod Charkowem. 2 września 1943 uzyskał tytuł Bohatera Związku Radzieckiego za 221 lotów bojowych i 18 samolotów zestrzelonych indywidualnie i 1 zespołowo.
27 września 1943 ponownie staranował samolot niemiecki He 111, uderzając śmigłem swojego myśliwca Jak-7 w jego ster, po czym zdołał wylądować. W dalszym ciągu odnosił zwycięstwa powietrzne i uzyskał stopień majora. W grudniu 1943 został ranny w walce. Jego nowy samolot Jak-1b ufundowała ze składek społeczność Ałma-Aty. W maju 1944 pułk osłaniał samoloty szturmowe w składzie 1. Frontu Ukraińskiego. W czerwcu 1944 po śmierci dowódcy, Ługanski objął dowództwo pułku, przemianowanego w lutym 1944 na 152. Gwardyjski pułk myśliwski (152.GIAP). 1 lipca 1944 uzyskał powtórnie tytuł Bohatera Związku Radzieckiego. Do tej pory odbył 335 lotów i zestrzelił 33 samolotów indywidualnie. Walczył m.in. nad Polską, gdzie 152.GIAP otrzymał honorową nazwę "Sandomierski". Ługanski dowodził pułkiem dowodził do marca 1945, kiedy został skierowany na studia do Akademii Sił Powietrznych.
Według danych rosyjskich, podczas II wojny światowej odbył 390 lotów bojowych i zestrzelił 37 samolotów indywidualnie i 6 zespołowo.
Po wojnie służył nadal w radzieckim lotnictwie wojskowym na stanowiskach dowódczych w wojskach obrony powietrznej (PWO). W 1957 został awansowany na stopień generała majora lotnictwa. W 1964 przeszedł do rezerwy.
Od 1942 był członkiem partii komunistycznej WKP(b). Napisał książki: Na głubokich wirażach (W głębokich wirażach) i Niebo ostajetsja czystym. Zmarł 16 stycznia 1977, pochowany w Ałma-Acie.
Został odznaczony m.in. dwukrotnie Orderem Lenina (1943, 1944), dwukrotnie Orderem Czerwonego Sztandaru (1942), Orderem Aleksandra Newskiego (1943), dwukrotnie Orderem Czerwonej Gwiazdy i innymi odznaczeniami.